# Cardiocladius fuscus
Cardiocladius fuscus är en tvåvingeart som beskrevs av Jean-Jacques Kieffer 1924. Cardiocladius fuscus ingår i släktet Cardiocladius och familjen fjädermyggor. Arten har ej påträffats i Sverige. Inga underarter finns listade i Catalogue of Life.